# Bateleur des savanes
Pour les articles homonymes, voir Bateleur.
Terathopius ecaudatus
Genre
Espèce
Répartition géographique
Statut de conservation UICN

 EN A2acde+3cde+4acde : En danger
Statut CITES
Le Bateleur des savanes (Terathopius ecaudatus) est une espèce de rapaces diurnes appartenant à la famille des Accipitridae.

## Description
Il mesure 80 à 85 cm de long, 170-180 cm d'envergure pour un poids de 2-3 kg. Les juvéniles et les ailes des femelles sont davantage bruns que noirs. Il vole huit à neuf heures et parcourt 300-500 kilomètres par jour.
Presque tous types de terrains lui conviennent : présence humaine, forêts et montagnes (où l'on le trouve jusqu'à 4 000 m), le long des côtes et des voies navigables.
Il a une relation à vie. Le nid est dans un arbre, souvent près de la route ou du rail, et est utilisé pendant de nombreuses années. Il ne se soucie pas des gens, sauf s'il se sent menacé. La femelle pond un œuf, qu'elle incube pendant 42-43 jours. Les poussins volent à 3-4 mois.

## Divers
Il est probablement à l'origine de l'oiseau Zimbabwe.

## Galerie

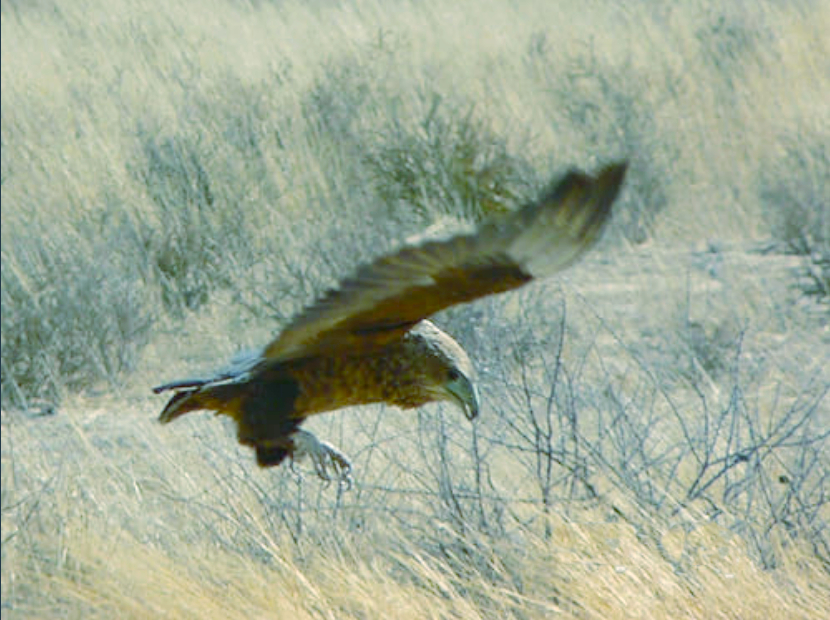
Un juvénile au Kalahari
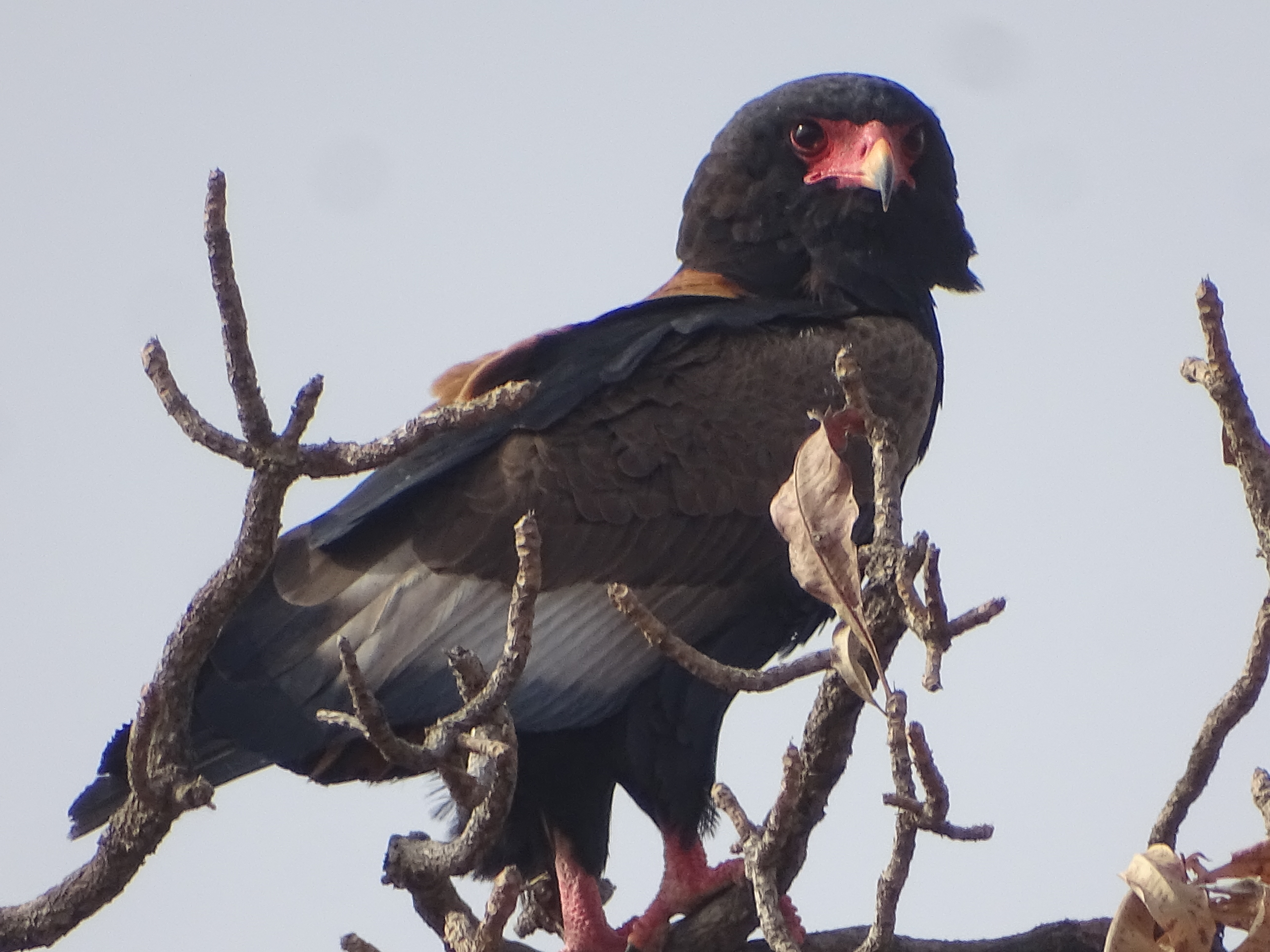
...au Bénin
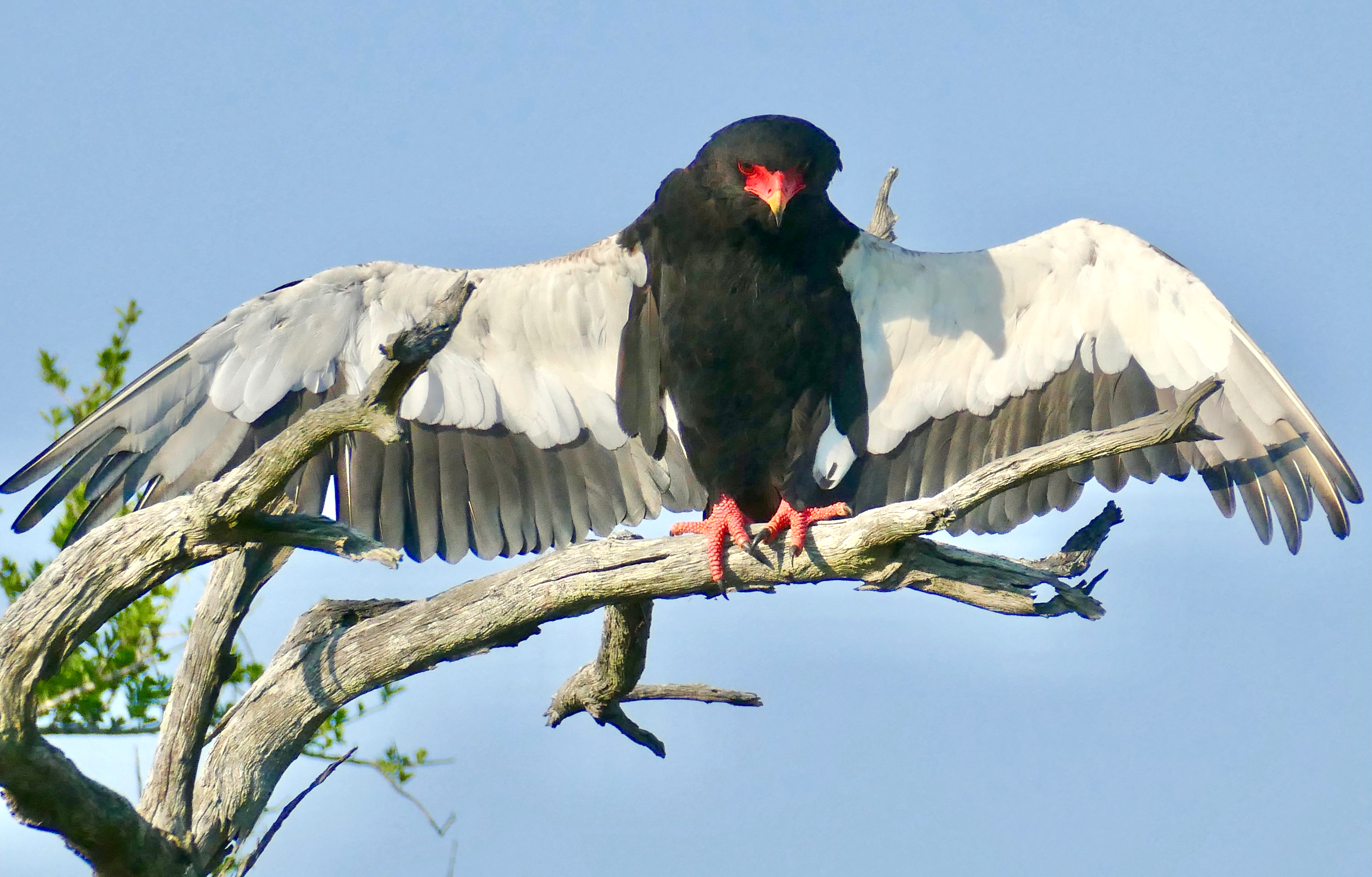
...au parc national Kruger
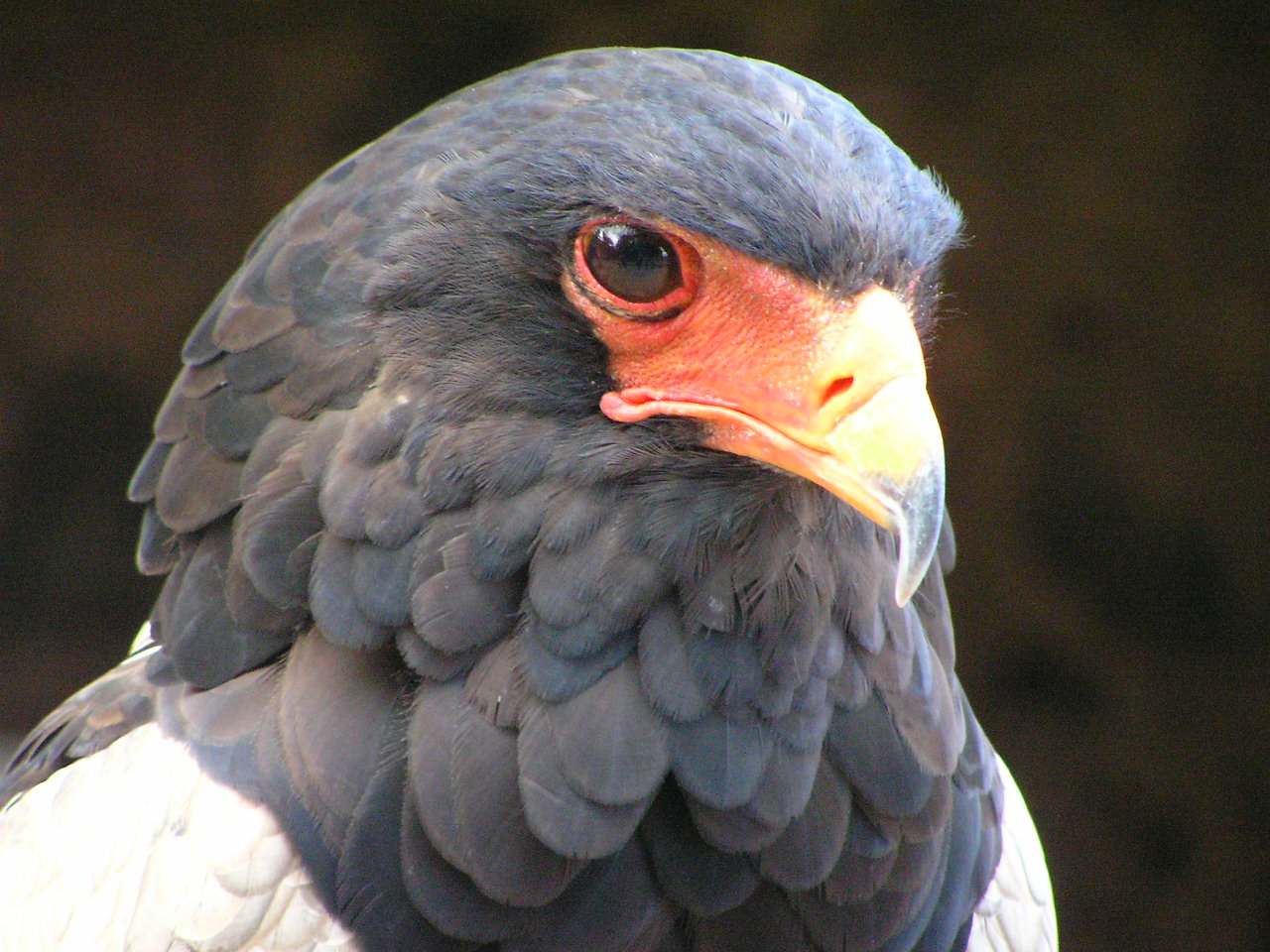
...dans un zoo